# Pholcus guani
Pholcus guani är en spindelart som beskrevs av Song och Ren 1994. Pholcus guani ingår i släktet Pholcus och familjen dallerspindlar. Inga underarter finns listade i Catalogue of Life.